# گروه آی‌تی‌او
گروه آی‌تی‌او (انگلیسی: International Trade Office Group) شرکت خوشه‌ای مصری است، که در سال ۱۹۷۹ تأسیس شد.